# Daniël Stalpaert
Daniël Stalpaert (Amsterdam, 1615 – aldaar, 3 december 1676) was een Nederlandse architect.

## Werk
Stalpaert werd in 1648 benoemd tot stadsbouwmeester van Amsterdam, nadat hij een tijdlang als schilder had gewerkt. In die hoedanigheid voltooide hij het stadhuis op de Dam, naar ontwerp van Jacob van Campen. Stalpaert heeft de grote stadsuitleg van 1663 uitgevoerd. De sobere Leidsepoort is door hem ontworpen.
Gebouwen ontworpen door Daniël Stalpaert zijn onder andere 's Lands Zeemagazijn (het huidige Scheepvaartmuseum, 1656) en verscheidene kerken die nu (in 2022) nog bestaan: de Nederlands Hervormde kerk van 's-Graveland (1658), de Oudshoornse Kerk in Alphen aan den Rijn (1665) in opdracht van ambachtsheer Cornelis de Vlaming en de Amstelkerk (1668-1670). Hij werkte mee aan het ontwerp van de Oosterkerk van de hand van Adriaan Dortsman (1669/71). Ook het verloren gegane Oost-Indisch Zeemagazijn, een groot pakhuis met werf van de Vereenigde Oostindische Companie (VOC), gebouwd in 1665, heeft hij ontworpen. Het lag op het kunstmatige eiland Oostenburg, totdat het instortte op 14 april 1822 na verzakking.